# HD 97393
HD 97393，又名CD-31 8847，SAO 202197、HR 4346，是一颗恒星，视星等为6.38，位于銀經279.75，銀緯25.93，其B1900.0坐标为赤經11h 7m 25.5s，赤緯-31° 25.93′ 26″。